# Любов (фільм, 1927)
Любов (англ. Love) — американська мелодрама режисера Едмунда Гулдінга 1927 року, за мотивами роману Льва Миколайовича Толстого «Анна Кареніна».

## Сюжет
Анна одружена з російським дворянином Олексієм Кареніним. Вона закохується в молодого офіцера Вронського, кидає чоловіка і йде до коханця, за що Каренін позбавляє її прав на дитину.

## У ролях
- Джон Гілберт — Вронський
- Грета Гарбо — Анна Кареніна
- Джордж Фосетт — великий князь
- Емілі Фіцрой — велика княгиня
- Брендон Херст — Каренін
- Філіпп Де Лесі — Сергій — дитина Анни

## Цікаві факти
- У фільму існує два різних фінали — альтернативна щаслива розв'язка про возз'єднання Анни і Вронського після смерті Кареніна, передбачена MGM для прокату в США, і традиційна трагічна, для прокату в Європі.
- Спочатку планувалося назвати картину також як роман, але потім назва була змінена на поточну, щоб на афішах значилося Greta Garbo and John Gilbert in Love (гра слів — Грета Гарбо і Джон Гілберт закохані або, якщо перекладати буквально, Грета Гарбо і Джон Гілберт у фільмі «Любов»).